# NEC Avio赤外線テクノロジー
NEC Avio赤外線テクノロジー株式会社（エヌイーシーアビオせきがいせんテクノロジー）は、赤外線関連機器、および工業計測機器の開発・製造・販売、ならびにそれらを用いたソリューションの提供などを行っていた企業である。
2008年発足。2012年に日本アビオニクスに吸収合併された。

## 沿革
- 2008年4月 - 日本アビオニクスの赤外線事業部に、NEC三栄が売却された後、赤外線事業部を独立させ設立。
- 2012年10月 - 日本アビオニクスに吸収合併。

## 関連会社
- 日本アビオニクス
- 山梨アビオニクス
- 福島アビオニクス
- 日本アビオニクス販売
- Soltec, Inc.